# Voie rapide S7 (Pologne)
La voie rapide S7 est une route express en construction en Pologne, entre Gdańsk et Rabka-Zdroj, qui se trouve sur les routes européennes E28 (pour la section Gdańsk-Lipce - Elblag-Est) et E77. Elle relie les agglomérations de la Tri-Cité (Gdańsk, Gdynia et Sopot), Varsovie, Kielce et Cracovie. 
La route S7 sur la section Cracovie Opatkowice - Rabka-Zdrój est un fragment de la Zakopianka, route permettant d'accéder à la station de ski de Zakopane. Elle es prévue selon une coup 2 × 2 (deux routes à deux voies chacune), à l'exception de courts fragments à 2 × 3. La longueur de l'itinéraire prévu est de 706 km, ce qui en fait la plus longue voie rapide de Pologne. 

## Tronçons existants
Les fragments existants ayant le statut d'une voie express ou supérieure sont les sections : 

### Straszyn-Napierki
Elle se compose des sections suivantes d'une longueur totale de 203 km, comprenant :
- Straszyn - Koszałów (périphérique sud de Gdańsk) (18 km) ; construite en 2010-2012[2],[3] par un consortium des sociétés Bilfinger Berger (leader) et Wakoz. Ouverte à la circulation le 9 juin 2012. Elle a relié le périphérique de la Tri-Cité et l'autoroute A1 avec la route nationale no 7. Elle traverse la ville de Gdańsk (districts : Orunia-Św. Wojciech-Lipce et Olszynka) et les communes de Pruszcz Gdański et Cedry Wielkie, contournant le centre de Gdańsk. Les sorties Żuławy Zachód (20 juin 2012) et Gdańsk-Lipce (14 décembre 2012) ont été ouvertes avec du retard. La sortie Gdańsk-Port a été ouverte le 29 décembre 2012 en raison de l'exécution de la route de Sucharski par la ville de Gdańsk à une date différente.
- Koszałów - Kazimierzowo (40 km) ; divisée pour l'appel d'offres en deux sections[4],[5]. Les accords pour les deux sections ont été signés le 9 octobre 2015[6]. Construit en 2015-2019. Les 2 tronçons ont été mis en service le 31 octobre 2018. 
  - Koszałów - Nowy Dwór Gdański (20,5 km) ; construit en 2015-2019 par la société tchèque Metrostav. La valeur du contrat était de 1 642 milliard de PLN. Le 18 janvier 2018, la chaussée sud a été temporairement ouverte sur 2 km (du pont à Kiezmark jusqu'à Dworek)[7]. Le 18 janvier 2018, les 2 chaussées ont été mises en service sur le tronçon de 7,5 km entre Koszałów et Kiezmark[8].
  - Nowy Dwór Gdański - Kazimierzowo (19,5 km) ; construit en 2015-2019 par la société Budimex. La valeur du contrat est de 1 576 milliard PLN. En plus de la construction de la route express, dans le cadre de la tâche, un viaduc a été construit le long de la rue Żuławska à Elbląg et l'intersection à niveau avec cette rue a été supprimée.
- Elbląg-Sud (anciennement Raczki) - Elbląg Est (4,2 km) ; transformée en route express dans les années 2005-2007, dans le cadre de la reconstruction de la route no 7 sur le tronçon Jazowa - Jonction Raczki - Jonction Est. Mise en service le 14 septembre 2007[9].
- Jonction Elbląg-Est (0,7 km) ; le nœud existant à l'époque de Berlinki a été reconstruit en 2004-2005 puis mis en service le 30 août 2005.
- Elbląg-Est - Kalsk (Pasłęk) (13,7 km) ; construit en 2008-2011 par Eurovia Polska SA (leader), Eurovia Verkehrsbau Union GmbH, Warbud SA, Przedsiębiorstwo Usługowo - Transportowe Ol-Trans Olgierd Hewelt et Drogomex Sp. z o. o. mis en service le 28 juillet 2011. La valeur du contrat est de 662,1 millions de PLN[10]. De plus, dans le cadre du contrat, une bretelle manquante a été ajoutée à l'échangeur Raczki (actuellement : Elbląg-Południe).
- Pasłęk - Miłomłyn-Nord (anciennement Winiec) (37,2 km) ; début des travaux: 2010; mise en service le 1er août 2012[11] ;
- Miłomłyn-Północ - Ostróda-Północ (sans la jonction) (9,2 km) ; le contournement de Miłomłyn a été mis en service avec une chaussée unique le 9 décembre 1997, puis transformé en route à chaussée double le long du tronçon de la route no 7 menant à Czerwona Karczma dans les années 2014-2016, tronçon mis en service le 19 décembre 2016, quatre mois avant la date prévue[12],[13],[14].
- Ostróda Nord - Ostróda Sud (9,7 km[15]) ; appel d'offres annoncé le 21 juin 2013, règlement de l'appel d'offres le 16 mars 2015, contrat signé le 15 juin 2015[16], valeur du contrat : 1,3 milliard, réalisateur des travaux : Budimex. Cette section devait être mise en service en même temps que la route Ostróda Sud - Olsztynek, mais les travaux ont été retardés. Le tronçon a été mis en service le 22 décembre 2017[17]. Le 20 juin 2018, la dernière installation sur cette section de la route a été mise en service - le pont de l'indépendance sur le canal Pauzeński[18].
- Ostróda Sud - Rychnowo (8,8 km) ; contractant : consortium Strabag Infrastruktura Południe Sp. z o. o. (anciennement Heilit + Woerner Sp. z o. o). Valeur du contrat : 299,2 millions PLN. Mis en service le 11 août 2017[19],
- Rychnowo - Olsztynek Ouest (vers 11,2 km) ; Entrepreneur : Strabag Sp. zoo. Valeur du marché : 388,5 millions PLN. Mise en service le 6 décembre 2017.
- partie de la rocade d'Olsztynek (3 km) ; mise en service le 29 septembre 2012[20],
- Olsztynek - Nidzica Nord (28,3 km) ; mise en service en tant que route express le 8 novembre 2012[21].
- contournement de Nidzica (Nidzica Nord - Nidzica Sud) (9,1 km) ; mise en service le 23 juin 2017[22] ; le contrat a été conclu le 22 janvier 2015. avec Strabag pour 229,4 millions de PLN.
- Nidzica Sud - Napierki (frontière de la voïvodie de Varmie-Mazurie) (13,6 km) ; mise en service le 23 juin 2017 ; le contrat a été conclu le 22 janvier 2015 avec Strabag pour 263,1 millions de PLN.

### Contournement Est dePłońsk
- Ciechanów - Siedlin (4,7 km) ; début des travaux le 28 septembre 2007 ; fin des travaux le 31 mai 2009 ; mise en service le 3 juin 2009. Réalisateur des travaux : consortium Teerag-Asdag. Valeur du contrat : environ 200 millions de PLN[23].

### Varsovie Powązki (al. Prymasa Tysiąclecia) - Varsovie Aéroport
Il se compose des sections suivantes, qui ne sont pas indiquées comme voie rapide S7 car faisant partie du périphérique de Varsovie (longueur totale : 20,9 km) : 
- Échangeur Prymasa Tysiąclecia - Konotopa[24] (10,4 km) ; mise en service le 19 janvier 2011 - désignée sous le numéro de route express S8[24], elle se compose également du tronçon de Varsovie Ouest - Konotopa (S2), long de 2 km, mis en service le 23 mai 2012[25].
- section Konotopa - Varsovie al. Krakowska (litt. : Av. de Cracovie) (6 km) ; mise en service le 31 juillet 2013 (désignée comme la voie express S2 dans le cadre du périphérique sud de Varsovie),
- tronçon Al. Krakowska - Varsovie Aéroport (4,5 km) ; mis en service le 6 septembre 2013 (désigné comme la route express S2 dans le cadre du périphérique sud de Varsovie).

### Grójec- frontière de la voïvodie de Sainte-Croix et de celle de Basse-Pologne
- Longueur totale : 192 km.

### Cracovie Nowa Huta (anciennement jonction Igołomska) -CracovieBieżanów (A4)

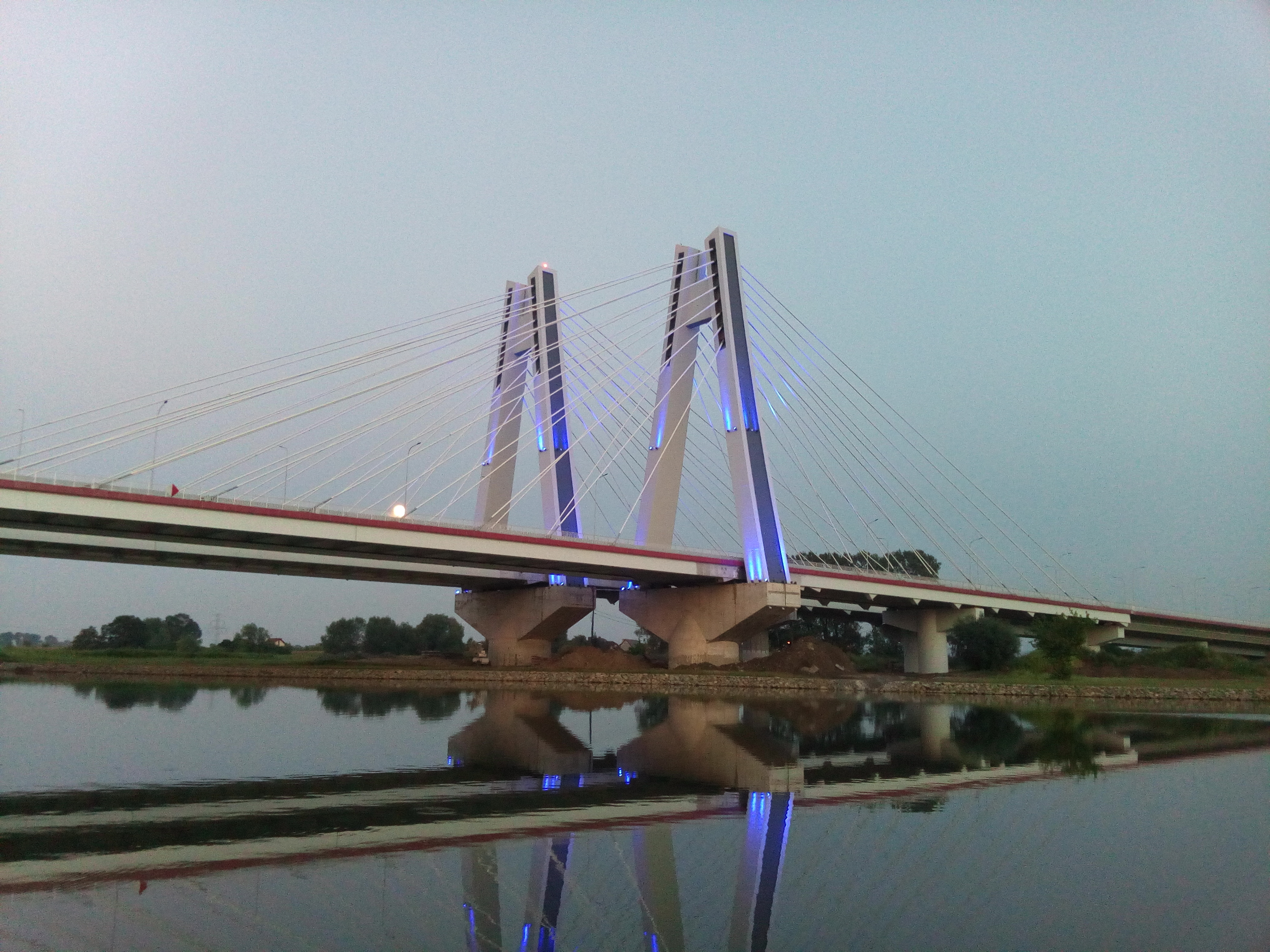
Route S7 sur le tronçon entre la jonction Rybitwy et la jonction Igołomska et les deux ponts sur la Vistule

Périphérique Est de Cracovie avec une longueur totale de 7,2 km. Il se compose de deux tronçons : 
- Cracovie Nowa Huta (anciennement jonction Igołomska) - Cracovie jonction Christo Botewa (4,5 km)[26] ; fragment du quatrième périphérique de Cracovie. L'appel d'offres a été annoncé en septembre 2009[27] et a été renouvelé en 2014. Le 22 juillet, le contrat a été signé avec le consortium de Strabag Sp. z o. o. et Heilit + Woerner Sp. zoo. La route express a été ouverte avec un nouveau pont enjambant la Vistule le 29 juin 2017[28].
- Cracovie jonction Christo Botewa - Cracovie Bieżanów (A4) (2,7 km). La section fait partie du périphérique oriental de Cracovie, construite avec un coût de 200 millions de PLN et ouvert le 16 novembre 2010[29].

## Tronçons en cours de planification

### Czosnów-Varsovie
- Tronçon d'environ 23 km : en préparation, mise en œuvre prévue selon le principe conception et construction en 2018-2022[30]. GDDKiA a obtenu la décision environnementale pour une partie du parcours en 2018[31].

### Rabka Zabornia (fin de l'itinéraire actuel de la route S7) - Chyżne (frontière d'État)
En octobre 2019, le ministre de l'Infrastructure a approuvé la mise en œuvre d'un programme d'investissement pour la tâche : « Construction d'une route à deux voies de classe GP [c'est-à-dire de route nationale] (sur les paramètres de classe S [c'est-à-dire de route express]) le long de la route nationale no 7 sur le tronçon Rabka - Chyżne, processus de préparation ». 

## Sections existantes à moderniser

### Contournement ouest deNowy Dwór Mazowiecki
Section entre les localités de Zakroczym (Ostrzykowizna) et Czosnów (14,6 km), avec une surface à moderniser. Mise en service le 16 juin 1990. En 2017, la surface de la chaussée nord a été remplacée de même que le tronçon d'Ostrzykowizna à Kroczew. Ce contournement sera modernisé dans le cadre des travaux sur la section Płońsk - Czosnów . 